# Pallenopsis notiosa
Pallenopsis notiosa är en havsspindelart som beskrevs av Child, C.A. 1992. Pallenopsis notiosa ingår i släktet Pallenopsis och familjen Phoxichilidiidae. Inga underarter finns listade i Catalogue of Life.